# Нураки
Нура̀ки (на италиански и на сардински: Nurachi) е село и община в Южна Италия, провинция Ористано, автономен регион и остров Сардиния. Разположено е на 7 m надморска височина. Населението на общината е 1803 души (към 2010 г.).